# Dentilabus erythrogaster
Dentilabus erythrogaster är en stekelart som beskrevs av Heinrich 1974. Dentilabus erythrogaster ingår i släktet Dentilabus och familjen brokparasitsteklar. Inga underarter finns listade i Catalogue of Life.